# 中国科学院遗传与发育生物学研究所
中国科学院遗传与发育生物学研究所，成立于2001年，位于北京市朝阳区，为中国科学院下属研究机构。

## 历史沿革
2001年，原中国科学院遗传研究所和中国科学院发育生物学研究所合并，成立中国科学院遗传与发育生物学研究所。2002年，原石家庄农业现代化研究所并入遗传与发育生物学研究所。

## 研究机构
- 国家植物基因研究中心（北京）
- 植物基因组学国家重点实验室
- 植物细胞与染色体工程国家重点实验室
- 分子发育生物学国家重点实验室
- 河北省节水农业重点实验室
- 中国科学院农业水资源重点实验室

## 历任所长
- 李家洋 （2001年－2004年）
- 薛勇彪 （2004年－2014年）
- 杨维才 （2014年－ )[3]